# Sara Lance
Sara Lance, também conhecida por seu alter ego Canário Branco, é uma personagem fictícia da franquia do Universo Arrow da The CW, apresentada pela primeira vez no episódio piloto de 2012 da série de televisão Arrow, e posteriormente estrelando Legends of Tomorrow. O personagem é um personagem original da série de televisão, criado por Greg Berlanti, Marc Guggenheim e Andrew Kreisberg, mas incorpora elementos de personagem e enredo do personagem Canário Negro da DC Comics. Sara Lance foi originalmente retratada por Jacqueline MacInnes Wood no episódio piloto, e desde então tem sido continuamente retratada por Caity Lotz.
Sara inicialmente atende pelo apelido de Canário, uma tradução de seu nome em Árabe da Liga de Assassinos, الطائر الصافر (Ta-er al-Sahfer), que se traduz como "Pássaro Assobiador". Mais tarde, ela adota o codinome de Canário Branco antes de ingressar nas Lendas do Amanhã.
Lotz apareceu como Sara Lance e sua personagem de super-heroína em crossovers na série de televisão Arrow, The Flash, Legends of Tomorrow, Supergirl e Batwoman, todos ambientados no Universo Arrow. A personagem também apareceu em uma série de quadrinhos digital.

## Aparições

### Arrow
Sara Lance aparece pela primeira vez no episódio piloto de Arrow como a irmã mais nova de Laurel Lance. É mostrado que cinco anos antes do início da série, ela estava tendo um caso secreto com o namorado de sua irmã Oliver Queen e estava com ele no iate de sua família quando naufragou. Todos a bordo foram considerados mortos, mas flashbacks na segunda temporada revelam que, como Oliver, Sara realmente sobreviveu à experiência. Ela foi resgatada por um barco de pesquisa, o Amazo, e quando Oliver foi capturado pela tripulação do navio, Sara o ajudou a escapar. Juntos, junto com Slade Wilson, amigo de Oliver, eles atacaram o navio. Devido ao amor de Slade por Shado, um aliado que foi morto indiretamente por causa de Oliver que estava sendo forçado a escolher quem morar entre Sara e Shado, Slade traiu Oliver e assumiu o navio e Oliver como seu prisioneiro. Oliver e Sara o confrontaram no cargueiro e Sara foi levada pela corrente, fazendo Oliver acreditar que ela morreu mais uma vez. No entanto, Sara foi encontrada por Nyssa al Ghul, que a levou para Nanda Parbat. Ela e Nyssa se tornaram amantes, e Sara se tornou uma lutadora mortal com a Liga dos Assassinos sob o nome de Ta-er al-Sahfer, traduzido aproximadamente como "Pássaro Amarelo" ou "Canário" do árabe.
Na segunda temporada, Sara retorna a Starling City após uma ausência de seis anos como "Canário" para proteger sua família. Ao cumprir uma promessa, ela também faz amizade com o adolescente rebelde, Sin e zela por ela. Oliver consegue capturar e desmascarar a Canário, revelando que Sara está viva. Ela finalmente informa seu pai, o detetive SCPD Quentin Lance, e cuida dele e de Laurel (que também mais tarde descobre que ela está viva e é uma vigilante). Sara se junta à equipe Arrow e revisita um breve relacionamento com Oliver. Ela o ajuda a ele e seus colegas Felicity Smoak, John Diggle e Roy Harper a derrubar Slade Wilson aprimorado pelas drogas, com a ajuda da Liga dos Assassinos, que exige que Sara retorne a Nanda Parbat.
Na terceira temporada, Sara é morta em um telhado com três flechas no peito. Algum tempo depois, é revelado que Thea Queen matou Sara após ser drogada por seu pai, Malcolm Merlyn / Arqueiro Negro, como parte de uma conspiração para colocar Oliver contra Ra's al Ghul. Enquanto isso, Laurel assume o manto de Sara para combater o crime como o Canário Negro.
Na quarta temporada, Laurel ressuscita Sara usando o místico Poço de Lázaro da Liga. O processo é bem sucedido, mas Sara é trazida de volta à vida sem alma, o que a torna feroz e perigosa. Oliver liga para seu velho amigo John Constantine para ajudá-los a restaurar a alma de Sara. Dias depois, Sara ajuda a resgatar Ray Palmer / Átomo das mãos de Damien Darhk, antes de deixar a cidade para se encontrar, eventualmente juntando-se às Lendas junto com Ray. Durante seu tempo longe com as Lendas, Laurel é morta por Darhk e Sara é informada disso por Quentin quando ela retorna brevemente à atual Star City no final da primeira temporada de Legends of Tomorrow, onde ela e Quentin choram por Laurel juntos.
Sara, junto com Ray e o resto das Lendas, retornam para o crossover da quinta temporada "Invasion!" quando Barry Allen / Flash e sua equipe entram em contato com ela, informando a ela e às Lendas que eles e o resto dos heróis dos dias atuais precisam de ajuda para lutar contra uma invasão de uma raça alienígena conhecida como Dominadores. As Lendas chegam e se encontram com o Time Flash e o Team Arrow, então se apresentam ao amigo de Barry da Terra-38 Kara Danvers / Supergirl, que ele trouxe para ajudar a combater os Dominadores. Depois que Oliver indica Barry como líder do grupo, todos eles lutam com Kara para praticar a luta contra alienígenas, e são derrotados repetidamente. Enquanto isso, Sara desenvolve uma pequena amizade com Kara. Quando Barry é forçado a revelar que voltou no tempo para salvar sua mãe e, em seguida, reverteu a decisão, que agora alterou um pouco a vida do grupo, Sara o repreende e todos, exceto Oliver e alguns outros, perdem a fé em Barry. Kara lidera Sara e os outros, enquanto Barry e Oliver ficam para trás para resgatar o presidente dos Dominadores. Isso termina com o presidente sendo morto e os Dominadores usando um dispositivo para controlar a mente de todo o grupo. Sara retorna com o resto dos heróis controlados pela mente e ataca Barry e Oliver, até que Barry engana Kara para que destrua o dispositivo, libertando-os. Eles se reagrupam e depois de reafirmarem sua fé em Barry, cinco deles (Sara, Oliver, Ray, Thea e Diggle) são raptados pelos Dominadores e colocados em pods que os colocam em um mundo de sonho compartilhado, onde Sara, Oliver e O pai de Oliver nunca entrou no Queen's Gambit e todos os amigos caídos de Oliver, incluindo Laurel, ainda estão vivos. Neste mundo de sonho, Oliver e Laurel estão noivos, e enquanto Sara ajuda Laurel a se preparar para o casamento, ela começa a ter flashes de memória de sua vida real. Sara mais tarde salva Oliver e Diggle de uma manifestação do Exterminador, e os três percebem que o mundo em que estão não é real. Mais tarde, eles reagrupam Ray e Thea e tentam ir embora, mas são forçados a lutar contra as manifestações de Malcolm, Slade, Darhk e seus mercenários antes de matar todos eles. Sara e Oliver compartilham um adeus de partir o coração com Laurel. Eles acordam na nave Dominator no mundo real e escapam em um casulo antes de serem resgatados pela nave do tempo Waverider das Lendas. Eles concluíram que o mundo dos sonhos era uma distração para mantê-los ocupados enquanto os Dominadores sondavam suas mentes em busca de informações sobre meta-humanos. Eles retornam à Terra, e conforme algumas das Lendas - junto com Felicity e Cisco Ramon - voltam ao passado e tentam abduzir um dominador, Sara, Barry, Oliver e Ray confrontam um grupo de agentes do serviço secreto que tenta matá-los . Eles derrotam os agentes, cujo líder os informa que os Dominadores estão atrás de metahumanos porque eles estão cientes de que Barry mudou a linha do tempo. Os Dominadores agora os percebem como uma ameaça. Barry tenta se render aos Dominadores em troca de sua saída da terra, mas Sara e o resto dos heróis o persuadem a não fazê-lo. Ela pilota o Waverider com Cisco para segurar a metabomba em queda livre do Dominador com um raio trator enquanto Jefferson Jackson / Nuclear o transforma em água inofensiva e os heróis no solo usam um dispositivo que causa dor para forçar os Dominadores a fugir. Sara e os outros heróis são homenageados pelo novo Presidente mais tarde naquela noite e eles comemoram, antes de compartilharem um abraço com Oliver e retornarem ao Waverider com o resto das Lendas.
Sara retorna brevemente na sexta temporada quando recebe uma ligação do doppelgänger de sua irmã, a criminosa recentemente reformada da Terra-2, Laurel Lance / Sereia Negra, que a informa que Quentin havia se ferido gravemente na batalha contra Ricardo Diaz e está no hospital. Sara chega e conhece o doppelgänger de sua falecida irmã, que desenvolveu um relacionamento genuíno de pai e filha com Quentin; eles se referem um ao outro como tal. Sara agradece a Laurel da Terra-2 por ligar para ela; Laurel agradece por ter vindo. Laurel diz a ela que os médicos estão otimistas de que Quentin vai sobreviver e pergunta a Sara se é estranho vê-la. Sara responde que é, um pouco. Sara pergunta se ela é como Laurel, e Laurel responde que ela dificilmente é, claramente desapontada consigo mesma. As duas testemunham Oliver sendo preso por ser o Arqueiro Verde conforme a condição de seu acordo com o FBI, em troca de sua ajuda na luta contra Diaz e seus aliados. O médico chega e informa a todos os presentes que Quentin morreu por falta de oxigênio em seu cérebro durante a cirurgia, deixando Sara, Laurel, Oliver e o resto do Time Arrow devastados. Mais tarde, enquanto Oliver (sob a direção do FBI) anuncia ao mundo ao vivo na TV que ele é o Arqueiro Verde, antes de ser levado para a prisão, Sara e Laurel choram juntos pelo corpo de Quentin.

### Legends of Tomorrow
Na série secundária, Legends of Tomorrow, Sara é recrutada por Rip Hunter para uma equipe de rejeitados que viaja no tempo com o objetivo de derrotar o vilão imortal Vandal Savage. Antes de partir, Laurel dá a Sara o nome e roupa Canário Branco para indicar seu novo começo. Ao longo da primeira temporada, Sara continua sua batalha contra a sede de sangue; põe em movimento os eventos que levarão ao seu próprio resgate por Nyssa; romances muitas mulheres ao longo da história; e desenvolve um relacionamento de flerte com Leonard Snart, com os dois se beijando em um episódio próximo ao final da temporada em que Snart se sacrifica pelo time. As lendas voltam a 2016 alguns meses depois de partirem e Sara fica arrasada ao saber do assassinato de Laurel. Sara quer voltar e salvar sua irmã, mas Rip diz a ela que isso só faria com que ela e seu pai morressem.
Na segunda temporada, Sara se torna capitã da nave do tempo Waverider e líder das Lendas após o desaparecimento de Rip. Ela caça impiedosamente o assassino de sua irmã, Damien Darhk, ao longo da história antes de aceitar que ela não pode trazer Laurel de volta devido à delicadeza do tempo. Em "Invasion!", evento de crossover, Sara e as Lendas retornam a 2016 para ajudar Team Arrow, Team Flash e Supergirl da Terra-38 a repelir a invasão alienígena dos Dominadores. No final da segunda temporada, Sara é forçada a usar o Tear do Destino para salvar a realidade da Legião do Mal. Embora tentada a reescrever sua própria história trágica, a lança reúne Sara brevemente com uma projeção de Laurel, que incentiva Sara a fazer o que é certo e fazer as pazes com sua morte. Sara então opta por tornar a lança inerte, frustrando os planos malignos de Eobard Thawne / Flash Reverso e permitindo que ele seja morto pelo Flash Negro, que o tem caçado durante toda a temporada.
Na terceira temporada de Legends, Sara continua a liderar a equipe Waverider enquanto eles rastreiam e reparam anacronismos ao longo do tempo, trabalhando em uma parceria antagônica com a nova organização burocrática de Rip Hunter, A Agência do Tempo. No crossover de quatro partes "Crisis on Earth-X", Sara viaja para 2017 para comparecer ao casamento de Barry Allen e Iris West, onde ela tem uma noite de sexo com a irmã adotiva da Supergirl, Alex Danvers. Os heróis reunidos trabalham juntos para repelir um exército invasor nazista do mundo alternativo da Terra-X. Enquanto confrontava a entidade demoníaca Mallus ao lado de seu velho amigo John Constantine, Sara e Constantine ficam juntos, apesar de sua contínua tensão romântica com a agente da Agência do Tempo, Ava Sharpe. Ava e Sara começam a namorar em episódios subsequentes, mas se separam depois que Sara é temporariamente possuída por Mallus por meio do totem da morte e razões que, dada sua história de morte e destruição, ela representa um perigo para Ava.
Apesar desse contratempo, eles logo voltam, com os dois demonstrando estar em um relacionamento estável na época das Lendas tirando Paul Revere do auge da Beatlemania. A quarta temporada de Legends foca em Sara liderando a equipe para rastrear "fugitivos" mágicos da mitologia ao redor da corrente do tempo, com o apoio de Ava e da Agência do Tempo.

## Criação e desenvolvimento
Jacqueline MacInnes Wood foi escalada como Sara Lance em março de 2012. Caity Lotz foi anunciada para interpretar a versão da Canário Negro de Arrow durante julho de 2013. Durante o mesmo mês, foi revelado que sua personagem é Sara, que havia sobrevivido ao naufrágio do Queen's Gambit.
De acordo com o produtor de Arrow, Andrew Kreisberg, Sara foi originalmente criada para ser Devastadora, mas eles decidiram dar esse papel à personagem de Summer Glau, Isabel Rochev. Depois que a troca foi feita, Sara foi levada para as Canários.
Após a morte do personagem durante a terceira temporada da série, foi anunciado em fevereiro de 2015 que Caity Lotz se tornaria um membro do elenco em Legends of Tomorrow, embora só em maio eles revelaram que ela continuaria a interpretar Sara em vez de novo personagem.
Conhecida originalmente por sua destreza nas artes marciais, em julho de 2019 foi anunciado que Sara desenvolveria um superpoder durante a quinta temporada de Legends of Tomorrow, mais tarde revelado ser precognição.

## Multiverso
- Uma versão alternativa de Sara é mencionada na Terra-X, onde os nazistas venceram a Segunda Guerra Mundial e conquistaram o resto do mundo. Como sua contraparte da Terra-1, ela era bissexual; quando seu pai, um SS Sturmbannführer, descobriu isso, ele a matou.[14]
- No episódio "Starling City", é referido que Laurel Lance da Terra-2 tem uma irmã.[15] Não está claro se este é realmente o doppelganger de Sara, embora Laurel mencione que, como Sara, ela dormiu com o Oliver de seu mundo.[16]
- No crossover "Crisis on Infinite Earths", na Terra-16 (um mundo como a Terra-1, mas sem elementos fantásticos), Oliver Queen se tornou o Arqueiro Verde, mas Sara Lance realmente morreu no Queen's Gambit e, portanto, nunca se tornou a Canário Branco.[17]

## Recepção
A revelação no episódio da segunda temporada, "Heir to the Demon", de que Sara é bissexual e tem um relacionamento com Nyssa al Ghul foi recebida positivamente pelos críticos, pois fez dela a primeira personagem da Marvel ou DC a ser explicitamente mostrada como queer nos filmes ou programas de TV. Jesse Schedeen da IGN elogiou a relação entre Sara e o personagem de Wentworth Miller, Leonard Snart, bem como a química entre Lotz e Miller, chamando a "tensão romântica que existia entre [eles] desde o primeiro episódio" contendo mais peso do que muitos dos outros relacionamentos no programa.

## Em outras mídias
- Sara Lance também aparece na novel associado de Arrow, Arrow: Fatal Legacies, que foi lançado em janeiro de 2018. O romance se concentra em eventos entre o final da quinta temporada e a estreia da sexta temporada de Arrow[21] e é de co-autoria do produtor executivo de Arrow, Marc Guggenheim e do autor James R. Tuck.[22]
- canário Branco é um personagem jogável na edição exclusiva para celular de Injustice 2, com seu traje de Legends of Tomorrow disponível como uma roupa alternativa para a Canário Negro.[23]